# Air Alps
Air Alps, die zaken deed als Air Alps Aviation, was een Oostenrijkse regionale luchtvaartmaatschappij die haar thuishaven had op het vliegveld van Innsbruck. De maatschappij werd opgericht in 1998 en werkte toen nauw samen met de KLM onder de naam "KLM Alps". Later werd de samenwerking met de KLM beëindigd en sinds 2005 bestond er een code sharing overeenkomst met Alitalia. De meeste vluchten van Air Alps (ook wel geschreven als airA!ps) werden uitgevoerd vanuit Milaan en Rome, onder Alitalia vluchtnummer.
In januari 2014 werden alle diensten van Air Alps gestaakt.

## Vloot
| Registratie | Type vliegtuig  | Opmerkingen   |
| ----------- | --------------- | ------------- |
| D-CPRP      | Dornier 328-110 | 31 passagiers |
| D-CPRV      | Dornier 328-110 | 31 passagiers |
| OE-LKA      | Dornier 328-110 | 31 passagiers |
| OE-LKB      | Dornier 328-110 | 31 passagiers |
| OE-LKC      | Dornier 328-110 | 31 passagiers |
| OE-LKD      | Dornier 328-110 | 31 passagiers |
| OE-LKE      | Dornier 328-110 | 31 passagiers |
| OE-LKF      | Dornier 328-110 | 31 passagiers |
| OE-LKG      | Dornier 328-110 | 31 passagiers |
| OE-LKH      | Dornier 328-110 | 31 passagiers |